# Kaszai Noriaki
Kaszai Noriaki (japánul: 葛西 紀明, átírással: Kasai Noriaki, Simokava, Hokkaidó, Japán, 1972. június 6. -) japán síugró.

## Pályafutása
Kaszai több rekordot tart a síugró világkupában, 2014. február 2-án a 490. világkupa versenyén (443 egyéni és 47 csapatverseny) vett részt. 23-szor vett részt világkupa szezonban, mely szintén rekordnak számít. 1989. december 3-án debütált a világkupa sorozatban Kanadában Thunder Bay-ben.
A 35 évnél idősebbek közül senki nem ugrott nála nagyobbat, 2010-ben 224 méterre repült Planicán. A 40 évnél idősebbek között szintén tart egy rekordot, 2013-ban 221,5 méterre ugrott Planicán.
Első nagy címét a Harrachov-i sírepülő világbajnokságon érte el, ahol világbajnok lett 1992-ben. Abban az időben ő volt a legjobb síugró és különös kéztartása miatt emlékeznek sokan rá. 1994-ben síugrásban ezüstérmet szerzett a japán csapattal a Lillehammer-i téli olimpián.
Síugró világbajnokságokon összesen hat érmet szerzett, két ezüstöt (1999 Ramsau és 2003 Val di Fiemme, mindkettőt csapattal) és négy bronzot (2003 Val di Fiemme normálsánc és nagysánc, 2007 Sapporo és 2009 Liberec, mindkettőt csapattal).
Kaszai a Holmenkollen-i síugró fesztiválon is nyert 1999-ben.
Hét olimpián indult ami rekordnak számít, amelyeken legjobb eredménye a csapattal elért ezüst 1994-ben. Egyéniben a legjobb eredményét 2014-ben, 41 évesen érte el, amikor nagysáncon ezüstérmes lett. Ugyanebben az évben a csapattal bronzérmet szerzett.
16 egyéni versenyt nyert meg a világkupában. 42 évesen és 176 naposan ő lett a legidősebb világkupa győztes.
2015 februárjában, a svédországi Falunban zajló északisí-világbajnokságon a síugrók vegyes csapatversenyében bronzérmet szerzett.

## Világkupa

### Győzelmek
| Dátum              | Helyszín               |    |
| ------------------ | ---------------------- | -- |
| 1992. március 22.  | Harrachov*             | SF |
| 1993. január 1.    | Garmisch-Partenkirchen |    |
| 1993. január 23.   | Predazzo               |    |
| 1993. március 6.   | Lahti                  |    |
| 1994. január 9.    | Murau                  |    |
| 1998. március 22.  | Planica                |    |
| 1999. január 3.    | Innsbruck              |    |
| 1999. január 29.   | Willingen              |    |
| 1999. január 31.   | Willingen              |    |
| 1999. március 9.   | Trondheim              |    |
| 1999. március 14.  | Oslo                   |    |
| 1999. március 21.  | Planica                | SF |
| 2001. január 1.    | Garmisch-Partenkirchen |    |
| 2001. január 21.   | Park City              |    |
| 2003. február 9.   | Willingen              |    |
| 2004. február 28.  | Park City              |    |
| 2014. január 11.   | Bad Mitterndorf        | SF |
| 2014. november 29. | Ruka                   |    |

SF (Ski Flying)= Sírepülés
- Az 1992-es sírepülő világbajnoki címe egyben világkupa győzelem is.